# 直方市
直方市（日语：／ Nōgata shi */?）是位于福岡縣北部的一個城市，屬於筑豐地方；因為與北九州市相鄰，距離小倉地區僅30公里，也成為北九州都市圈的一部份。
市區位於筑豐平原的中央位置，東側以福地山地與北九州市相鄰。

## 歷史
過去被稱為東蓮寺，曾是東蓮寺藩的藩廳所在地，後來改名為直方藩，曾兩度因為無領主繼承人而被併回福岡藩。

### 年表
- 1889年4月1日：實施町村制，現在的轄區在當時分屬：鞍手郡直方町、福地村、下境村、頓野村、新入村、植木村。
- 1900年3月14日：植木村改制為植木町。[1]
- 1926年11月1日：直方町、福地村、下境村、頓野村、新入村合併為新設置的直方町。[2]
- 1931年1月1日：直方町改制為直方市。[3]
- 1955年3月31日：植木町被併入直方市。[4]

### 變遷表
| 1889年以前 | 1889年4月1日 | 1889年 - 1926年      | 1926年 - 1944年      | 1945年 - 1954年      | 1955年 - 1988年          | 1989年 - 現在 | 現在   |
| ---------- | ------------ | -------------------- | -------------------- | -------------------- | ------------------------ | ------------- | ------ |
|            | 直方町       | 1926年11月1日 直方町 | 1931年1月1日 直方市  | 1931年1月1日 直方市  | 1931年1月1日 直方市      | 直方市        | 直方市 |
|            | 福地村       | 1926年11月1日 直方町 | 1931年1月1日 直方市  | 1931年1月1日 直方市  | 1931年1月1日 直方市      | 直方市        | 直方市 |
|            | 新入村       | 1926年11月1日 直方町 | 1931年1月1日 直方市  | 1931年1月1日 直方市  | 1931年1月1日 直方市      | 直方市        | 直方市 |
|            | 頓野村       | 1926年11月1日 直方町 | 1931年1月1日 直方市  | 1931年1月1日 直方市  | 1931年1月1日 直方市      | 直方市        | 直方市 |
|            | 下境村       | 1926年11月1日 直方町 | 1931年1月1日 直方市  | 1931年1月1日 直方市  | 1931年1月1日 直方市      | 直方市        | 直方市 |
|            | 植木村       | 1900年3月14日 植木町 | 1900年3月14日 植木町 | 1900年3月14日 植木町 | 1955年3月31日 併入直方市 | 直方市        | 直方市 |

## 交通

### 鐵路
- 九州旅客鐵道
  - 筑豐本線：筑前植木車站 - 新入車站 - 直方車站
- 筑豐電氣鐵道
  - 筑豐電氣鐵道線：遠賀野車站 - 感田車站 - 筑豐直方車站
- 平成筑豐鐵道
  - 伊田線：直方車站 - 南直方御殿口車站 - （通過小竹町） - 藤棚車站 - 中泉車站

|  |  |

### 道路
高速道路
- 九州自動車道：直方停車區

## 觀光資源

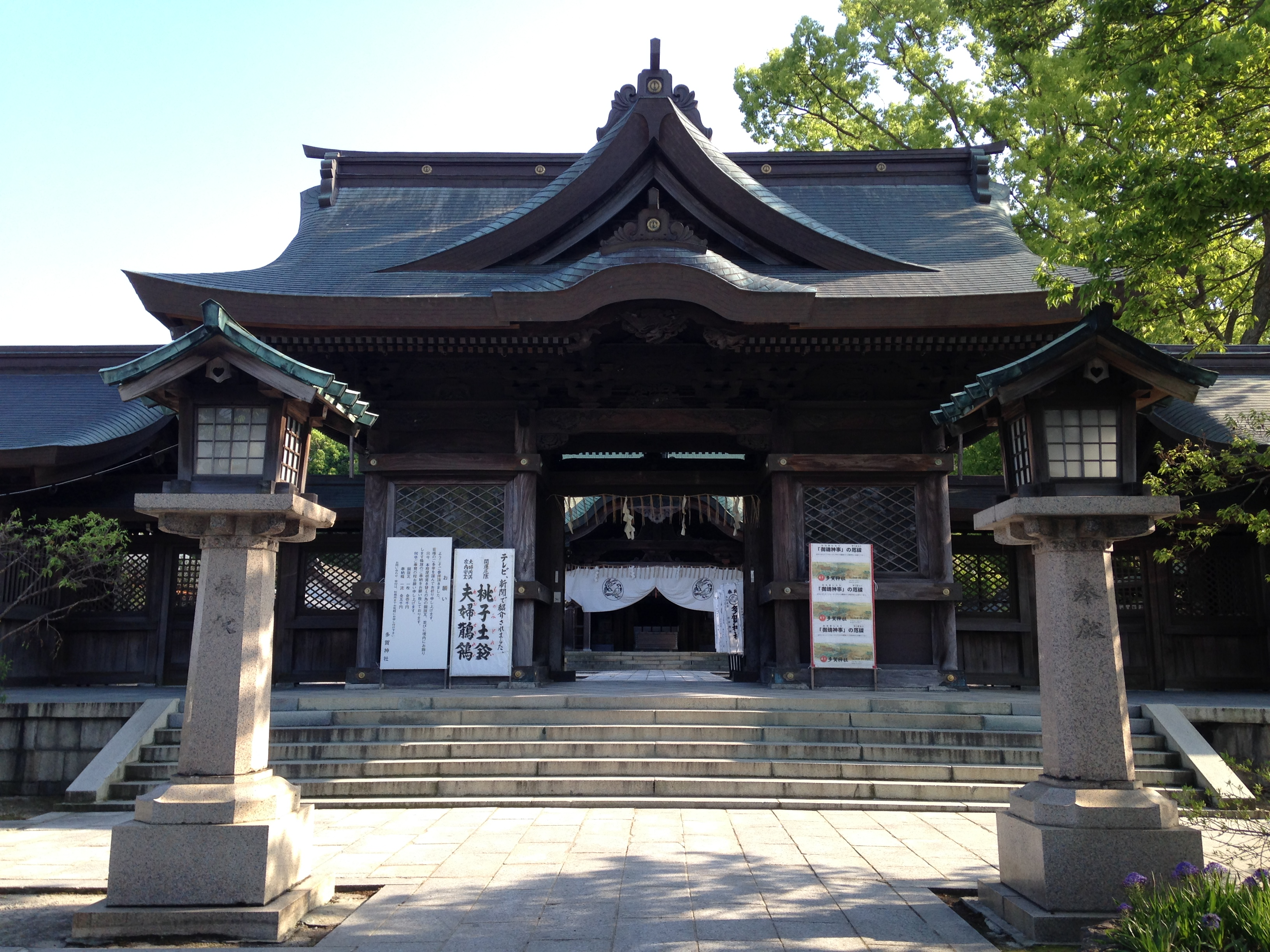
多賀神社的樓門

- 直方市煤礦記念館
- 直方歳時館（舊堀三太郎邸）

## 教育

### 高等學校
- 福岡縣立鞍手高等學校
- 福岡縣立直方高等學校
- 福岡縣立筑豐高等學校
- 大和青藍高等學校

## 本地出身之名人
- 魁皇博之：大相撲大關
- 桑田靖子：歌手
- 飯田晴子：漫畫家
- 谷伍平：前北九州市市長

## 外部連結
- （日語） 直方商工會議所 （页面存档备份，存于）
- （日語） 直方鐵工協會組合 （页面存档备份，存于）